# Miriam Japp
Miriam Japp (* 15. August 1968 in Lübeck) ist eine deutsch-schweizerische Schauspielerin.

## Leben
Die in Deutschland geborene Miriam Japp wuchs in Zürich auf und legte dort 1987 die Matura ab. Ihre Ausbildung erhielt sie zwischen 1988 und 1991 an der Schauspiel-Akademie Zürich. Ein erstes Engagement hatte sie 1992 am Theater Konstanz. Dort war sie in klassischen Stücken wie Maß für Maß, Der zerbrochne Krug, Fräulein Julie, Die Räuber oder Peer Gynt zu sehen. 1997 wechselte sie ans Staatstheater Saarbrücken, wo sie u. a. in Maria Stuart, Nathan der Weise, Kasimir und Karoline und Minna von Barnhelm auf der Bühne stand. Seit 2004 ist Japp freiberuflich tätig und hatte Gastspiele in Deutschland (Staatstheater Stuttgart), Österreich (Theater in der Josefstadt) und der Schweiz (Volkshaus Zürich, Kaserne Basel, Luzerner Theater, Theater am Neumarkt).
Häufig gastierte Miriam Japp auch am Theater Marie in Aarau. Neben vielen anderen Inszenierungen spielte sie dort 2010 in Moby Dick nach dem Roman von Herman Melville. Japp hatte im selben Jahr ein Puppencoaching bei dem australischen Puppenspieler Neville Tranter absolviert und führte in Moby Dick selber die Puppen. Im Theater Marie ist sie daneben auch für Stückauswahl und Textbearbeitungen zuständig und hat verschiedene Projekte realisiert.
Zwischen 2001 und 2005 trat Japp viermal bei den Festspielen in Bad Hersfeld auf. Für ihre Darstellung der Titelrolle in Iphigenie auf Tauris von Johann Wolfgang von Goethe wurde ihr 2001 der Große Hersfeld-Preis verliehen.
Gelegentlich arbeitet Miriam Japp auch vor der Kamera. So spielte sie 2011 eine Hauptrolle in Urs Odermatts Kinofilm Der böse Onkel, im Fernsehen war sie u. a. in der Schweizer Serie Best Friends und der Tatort-Produktion Zwischen zwei Welten zu sehen.
1998 und 2000 wirkte Japp in zwei Hörspielproduktionen des Saarländischen Rundfunks mit.
Miriam Japp lebt in Zürich und Berlin. Sie ist die ältere Schwester der Schauspielerin Stephanie Japp.

## Filmografie (Auswahl)
- 2003: Moritz
- 2005: Lou’s Waschsalon
- 2010: Best Friends
- 2011: Der böse Onkel
- 2014: Tatort – Zwischen zwei Welten
- 2014: Vaterjagd
- 2019: Aus dem Schatten – Eine Zeit der Hoffnung (Fernsehfilm)

## Hörspiele
- 1998: Virginia – Regie: Stefan Dutt
- 2000: Der weiße Vogel – Regie: Stefan Dutt

## Auszeichnungen
- 1989: Stipendium des Migros-Genossenschafts-Bundes
- 1991: Emil-Oprecht-Preis
- 1999: Sponsor Club-Preis der Saarländischen Staatstheater
- 2001: Großer Hersfeld-Preis
- 2011: Heidelberger Theaterpreis für die Produktion Moby Dick des Theaters Marie
- 2013: Atelieraufenthalt Berlin des Aargauer Kuratoriums